# Hedlundia velebitica
Espèce
Synonymes
- Pyrus velebitica (Kárpáti) M.F.Fay & Christenh.[2]
- Sorbus velebitica Kárpáti, 2010 (basionyme)[2]

Statut de conservation UICN

 DD  : Données insuffisantes
 Sorbus velebitica 
Hedlundia velebitica est une espèce de plantes à fleurs du genre Hedlundia de la famille des Rosaceae.